# John Lemprière
John Lemprière (* um 1765 auf Jersey; † 1. Februar 1824 in London) war ein englischer Lexikograph, Geistlicher und College-Direktor.

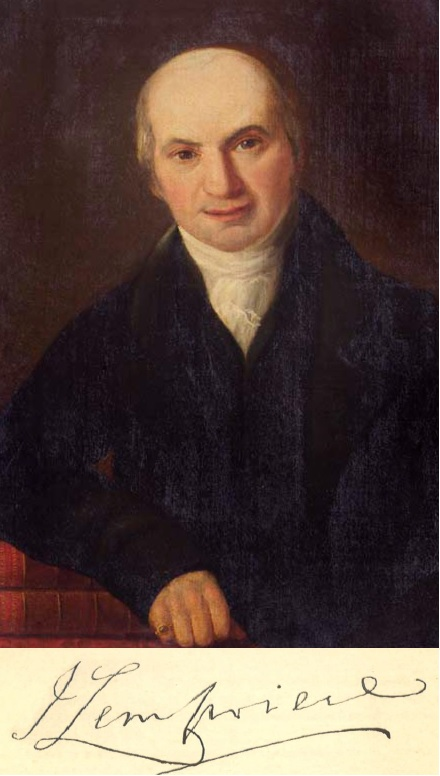
John Lemprière

## Leben
Lemprière, aus einer der alteingesessenen Familien Jerseys stammend, besuchte 1779 die Schule in Winchester, danach das Pembroke College in Oxford. 1787 ging er für kurze Zeit nach Reading. 1788 erschien in Reading sein Classical Dictionary. 1792 wurde er zum Direktor der Abingdon Grammar School gewählt. Er heiratete etwa um diese Zeit und übernahm das Vikariat von St. Nicholas in Abingdon. Mehrere Projekte hatte er wohl in Planung, nur eines, die Universal Biography of Eminent Persons in all Ages and Countries konnte er 1808 verwirklichen. Seine Fähigkeiten als Schulleiter sind zweifelhaft: die Abingdon Grammar School wirtschaftete er völlig herunter, so dass er 1809 zum Rücktritt gedrängt wurde. Daraufhin wurde er Direktor der Exeter Free Grammar School, 1811 zudem Rektor in Meeth (Devonshire). 1819 verlor er, erneut aufgrund von Unfähigkeit, seinen Posten in Exeter. Er lebte von da ab nur noch von seinen Einkünften aus Meeth, bevor er am 1. Februar 1824 während einer Kutschfahrt von seinem Landsitz nach London einen Schlaganfall bekam, an dem er am selben Tag starb.

## Werke
Sein Forschungsgebiet war die Literatur der Antike; er ist Autor des 1788 erschienenen Classical Dictionary, auch als Bibliotheca Classica bezeichnet, in dem zum ersten Mal die in den antiken Texten vorkommenden Namen mit kurzen Beschreibungen alphabetisch aufgeführt wurden. Dieses Buch war, obwohl stark fehlerbehaftet, im englischsprachigen Raum durch viele Auflagen und Überarbeitungen hindurch eines der am häufigsten herangezogenen Referenzwerke für die griechisch/römische Mythologie.

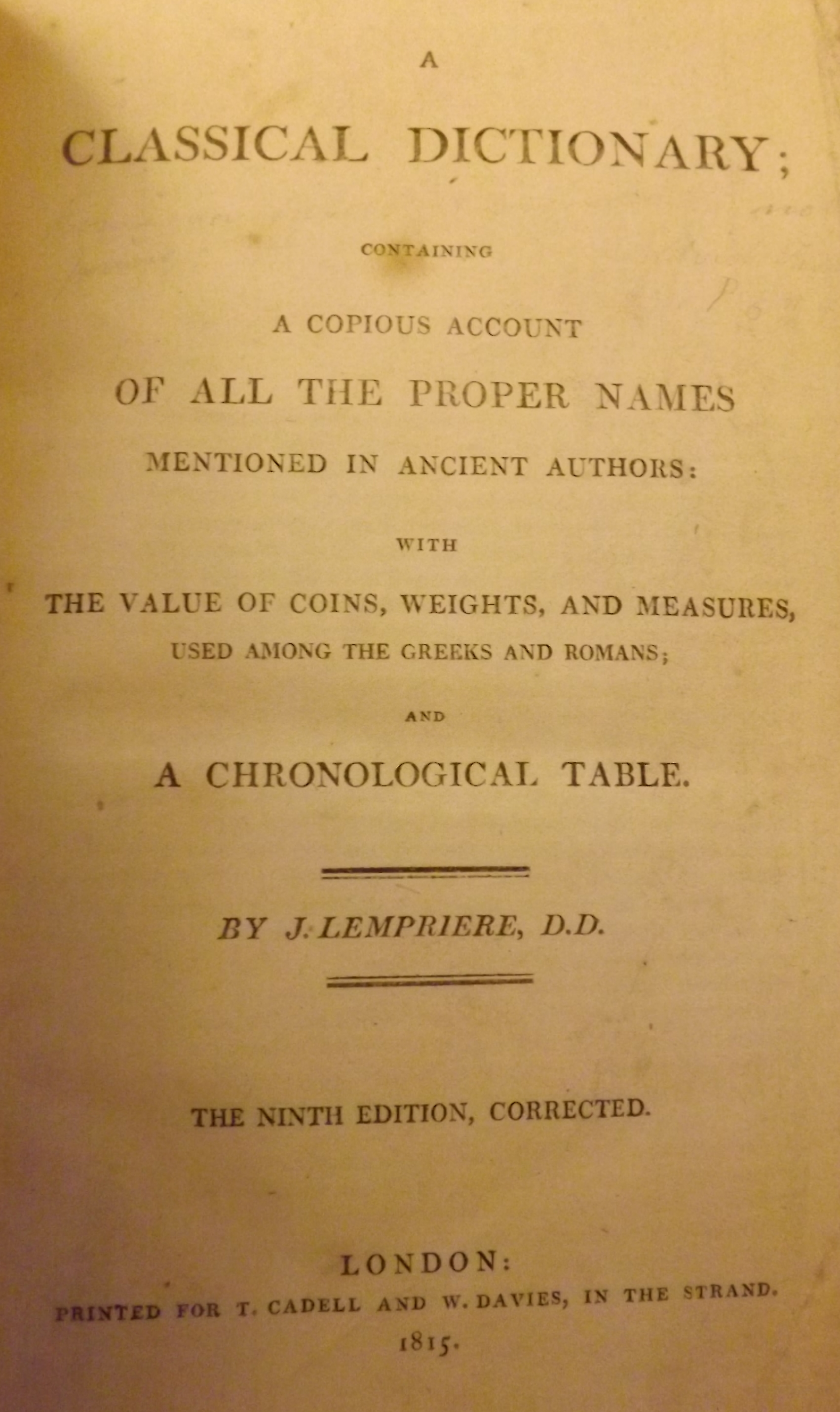
Classical Dictionary. Frontispiz der Ausgabe von 1815

## Literarische Bearbeitung
Literarisch gestaltet wurde die Person Lemprière von Lawrence Norfolk, der mit seinem "Lemprière’s Wörterbuch" den jungen Wissenschaftler in eine wüste Räuberpistole um Familienflüche, Geheimbünde, Verschwörungen und Automatenmenschen hineinwirft, in deren Verlauf er Lemprière auch sein Wörterbuch erstellen lässt. Das Buch gilt als ein Remake von Der Name der Rose.